# Christian Pulisic
Christian Mate Pulisic (Horvátul: Pulišić) (Hershey, Pennsylvania, 1998. szeptember 18. –) amerikai válogatott labdarúgó, az olasz AC Milan támadó középpályása és szélsője.
2016 áprilisában ő lett a legfiatalabb külföldi, aki gólt lőtt a Bundesligában. Egy hónappal később már ő lett a legfiatalabb aki valaha 2 gólt rúgott a Bundesliga folyamán. 2016. május 28-án, egy Bolívia elleni barátságos mérkőzésen rúgott góljával ő lett a modern kor legfiatalabb játékosa, 17 év 253 nap életkorral, aki pontot szerzett az Egyesült Államoknak. 2016. szeptember 2-án pedig ő lett a legfiatalabb amerikai játékos a történelemben, aki gólt lőtt a világbajnokság selejtezőjén, 17 évesen és 349 naposan.

## Pályafutása
2023. július 13-án jelentette be az olasz AC Milan csapata, hogy 2027. június 30-ig írt alá egy év opcióval.

## Magán- és előélete
Pulisic Hershey-ben, Pennsylvania államban nőtt fel. Szülei, Mark és Kelley Pulisic mindketten fociztak a George Mason Egyetemen, valamint édesapja profi teremfocista volt a Harrisburg Heat csapatában az 1990-es években és később edzősködött ifjúsági és profi csapatok mellett is. 7 évesen egy évig Angliában élt szüleivel, és ekkor játszott a Brackley Town ifjúsági csapatában. Mikor apja a teremfociklub Detroit Ignition menedzsere volt a 2000-es évek közepén, ő Michigan-ben élt és a Michigan Rush-ban játszott. Miután a családja visszatért Hershey területére, Pulisic a helyi Pennsylvania Classics-nál játszott.
Pulisic nagyapja, Mate Horvátországban született, Olib szigetén.

## Statisztikák

### A válogatottban
| Válogatott       | Év       | Pályára lépés | Gól |
| ---------------- | -------- | ------------- | --- |
| Egyesült Államok | 2016     | 11            | 3   |
| Egyesült Államok | 2017     | 9             | 6   |
| Egyesült Államok | 2018     | 3             | 0   |
| Egyesült Államok | 2019     | 11            | 5   |
| Egyesült Államok | 2021     | 8             | 3   |
| Egyesült Államok | 2022     | 14            | 5   |
| Egyesült Államok | 2023     | 4             | 3   |
| Összesen         | Összesen | 60            | 25  |

#### Góljai a válogatottban
| #  | Időpont             | Helyszín                                                             | Ellenfél                              | Gólok | Eredmény | Kiírás                                         |
| -- | ------------------- | -------------------------------------------------------------------- | ------------------------------------- | ----- | -------- | ---------------------------------------------- |
| 1  | 2016. május 28.     | Children's Mercy Park, Kansas City, Amerikai Egyesült Államok        | Bolívia                               | 4–0   | 4–0      | Barátságos mérkőzés                            |
| 2  | 2016. szeptember 2. | Arnos Vale Stadion, Kingstown, Saint Vincent és a Grenadine-szigetek | Saint Vincent és a Grenadine-szigetek | 4–0   | 6–0      | 2018-as VB-selejtező                           |
| 3  | 2016. szeptember 2. | Arnos Vale Stadion, Kingstown, Saint Vincent és a Grenadine-szigetek | Saint Vincent és a Grenadine-szigetek | 6–0   | 6–0      | 2018-as VB-selejtező                           |
| 4  | 2017. március 24.   | Avaya Stadion, San José, Amerikai Egyesült Államok                   | Honduras                              | 4–0   | 6–0      | 2018-as VB-selejtező                           |
| 5  | 2017. június 3.     | Rio Tinto Stadion, Sandy, Amerikai Egyesült Államok                  | Venezuela                             | 1–1   | 1–1      | Barátságos mérkőzés                            |
| 6  | 2017. június 8.     | Dick's Sporting Goods Park, Commerce City, Amerikai Egyesült Államok | Trinidad és Tobago                    | 1–0   | 2–0      | 2018-as VB-selejtező                           |
| 7  | 2017. június 8.     | Dick's Sporting Goods Park, Commerce City, Amerikai Egyesült Államok | Trinidad és Tobago                    | 2–0   | 2–0      | 2018-as VB-selejtező                           |
| 8  | 2017. október 6.    | Orlando City Stadion, Orlando, Amerikai Egyesült Államok             | Panama                                | 1–0   | 4–0      | 2018-as VB-selejtező                           |
| 9  | 2017. október 10.   | Ato Boldon Stadion, Couva, Trinidad és Tobago                        | Trinidad és Tobago                    | 1–2   | 1–2      | 2018-as VB-selejtező                           |
| 10 | 2019. március 26.   | BBVA Compass Stadion, Houston, Amerikai Egyesült Államok             | Chile                                 | 1–0   | 1–1      | Barátságos mérkőzés                            |
| 11 | 2019. június 22.    | FirstEnergy Stadion, Cleveland, Amerikai Egyesült Államok            | Trinidad és Tobago                    | 4–0   | 6–0      | 2019-es CONCACAF-aranykupa                     |
| 12 | 2019. július 3.     | Nissan Stadion, Nashville, Amerikai Egyesült Államok                 | Jamaica                               | 2–0   | 3–1      | 2019-es CONCACAF-aranykupa                     |
| 13 | 2019. július 3.     | Nissan Stadion, Nashville, Amerikai Egyesült Államok                 | Jamaica                               | 3–1   | 3–1      | 2019-es CONCACAF-aranykupa                     |
| 14 | 2019. október 11.   | Audi Field, Washington, Amerikai Egyesült Államok                    | Kuba                                  | 7–0   | 7–0      | 2019–2020-as CONCACAF-nemzetek ligája (A liga) |
| 15 | 2021. március 28.   | Windsor Park, Belfast, Észak-Írország                                | Észak-Írország                        | 2–0   | 2–1      | Barátságos mérkőzés                            |
| 16 | 2021. június 6.     | Empower Field at Mile High, Denver, Amerikai Egyesült Államok        | Mexikó                                | 3–2   | 3–2      | 2021-es CONCACAF-nemzetek ligája (döntő)       |
| 17 | 2021. november 12.  | TQL Stadion, Cincinnati, Amerikai Egyesült Államok                   | Mexikó                                | 1–0   | 2–0      | 2022-es VB-selejtező                           |
| 18 | 2022. február 2.    | Allianz Field, Saint Paul, Amerikai Egyesült Államok                 | Honduras                              | 3–0   | 3–0      | 2022-es VB-selejtező                           |
| 19 | 2022. március 27.   | Exploria Stadion, Orlando, Amerikai Egyesült Államok                 | Panama                                | 1–0   | 5–1      | 2022-es VB-selejtező                           |
| 20 | 2022. március 27.   | Exploria Stadion, Orlando, Amerikai Egyesült Államok                 | Panama                                | 4–0   | 5–1      | 2022-es VB-selejtező                           |
| 21 | 2022. március 27.   | Exploria Stadion, Orlando, Amerikai Egyesült Államok                 | Panama                                | 5–0   | 5–1      | 2022-es VB-selejtező                           |
| 22 | 2022. november 29.  | Al-Thumama Stadion, Doha, Katar                                      | Irán                                  | 1–0   | 1–0      | 2022-es VB                                     |
| 23 | 2023. március 24.   | Kirani James Athletic Stadion, St. George’s, Grenada                 | Grenada                               | 5–1   | 7–1      | 2022–2023-as CONCACAF-nemzetek ligája          |
| 24 | 2023. június 16.    | Allegiant Stadion, Paradise, Amerikai Egyesült Államok               | Mexikó                                | 1–0   | 3–0      | 2022–2023-as CONCACAF-nemzetek ligája          |
| 25 | 2023. június 16.    | Allegiant Stadion, Paradise, Amerikai Egyesült Államok               | Mexikó                                | 2–0   | 3–0      | 2022–2023-as CONCACAF-nemzetek ligája          |

## Sikerei, díjai

### Klub
- Borussia Dortmund
  - Német kupa: 2016–17

- Chelsea
  - UEFA-bajnokok ligája: 2020–21
  - UEFA-szuperkupa: 2021
  - FIFA-klubvilágbajnokság: 2021

### Válogatott
- Amerikai Egyesült Államok
  - CONCACAF Nemzetek ligája: 2019–20, 2022–23